# Liste des centrales électriques en république du Congo
Cette page répertorie les centrales électriques de la République du Congo . 

## Contexte
L'approvisionnement en électricité est assuré par la société Énergie électrique du Congo, anciennement connue sous le nom Société nationale d'électricité (SNE). La société produit ou fournit l'énergie dans les villes ou départements de la  république du Congo. Elle a été créée le 15 juin 1967 à la suite de la fusion des sociétés concessionnaires coloniales UNELCO et SEEE, son siège social est à Brazzaville.

## Capacité installée et production annuelle
En 2016, la République du Congo s'est classée 139e en termes de puissance installée avec 591,5 MW et 143e en termes de production annuelle avec 1,696 milliard de  kWh. Le degré d'électrification était de 42% en 2013 (62 % dans les villes et 5 % dans les zones rurales). 

## Liste de centrales par type d'énergie

### Thermique
| Centrale électrique | Capacité (MW) | Type de carburant | Année complétée | Réfs  |
| ------------------- | ------------- | ----------------- | --------------- | ----- |
| Pointe-Noire        | 300           | Gaz               | 2011            | [ 4 ] |
| Brazzaville         | 32            |                   |                 | [ 5 ] |

### Hydro-électrique
| Station      | Communauté       | Coordonnées                                  | rivière | Capacité ( MW ) | Année complétée | Réfs   |
| ------------ | ---------------- | -------------------------------------------- | ------- | --------------- | --------------- | ------ |
| Sounda       |                  |                                              |         | 1 000           | Prévu           | [ 6 ]  |
| Chollet      | Avec le Cameroun |                                              |         | 600             | Prévu           | [ 7 ]  |
| Imboulou     | Plateaux         | 02°56′05″S 16°07′40″E / 2.93472°S 16.12778°E | Lefini  | 120             | 2011            | ,      |
| Moukoukoulou | Kouilou          | 03°53′40″S 13°45′52″E / 3.89444°S 13.76444°E |         | 74              |                 | [ 10 ] |
| Djoue        | Brazzaville      | 04°18′04″S 15°12′24″E / 4.30111°S 15.20667°E | Djoue   | 15              |                 | [ 11 ] |